# Amapala
Amapala is een gemeente (gemeentecode 1703) in het departement Valle in Honduras. De gemeente bestaat uit het eiland El Tigre en enkele kleinere eilandjes en rotspunten in de Golf van Fonseca. Behalve op El Tigre wonen er 4 personen op het eiland Comandante.

## Geschiedenis
Voor de kust van Amapala ligt een diep natuurlijk kanaal. Mede hierdoor was het tot aan het begin van de 19e eeuw de belangrijkste Hondurese haven aan de Grote Oceaan, ondanks de slechte infrastructuur. Daarna werd de haven van San Lorenzo steeds belangrijker.
In 1895 werd door het Pact van Amapala de Republiek van Centraal-Amerika opgericht. Amapala was bedoeld als mogelijke hoofdstad van deze republiek. Deze viel echter in 1898 alweer uit elkaar.
In 1907 dwongen opstandelingen president Manuel Bonilla te vluchten naar Ampala. Met steun van de Verenigde Staten wist hij te onderhandelen over zijn terugkeer aan boord van de USS Chicago.
Op 28 april 1924 werd voor de kust van Ampala aan boord van de USS Milwaukee een vredesverdrag getekend dat een eind maakte aan de Hondurese Revolutie.

## Bevolking
De bevolking is als volgt verdeeld:
| Vrouwen | 6354 | 48,8% |
| Mannen  | 6666 | 51,2% |

## Dorpen
De gemeente bestaat uit dertien dorpen (aldea), waarvan het grootste qua inwoneraantal: Amapala  (code 170301) en Gualorita (170304).

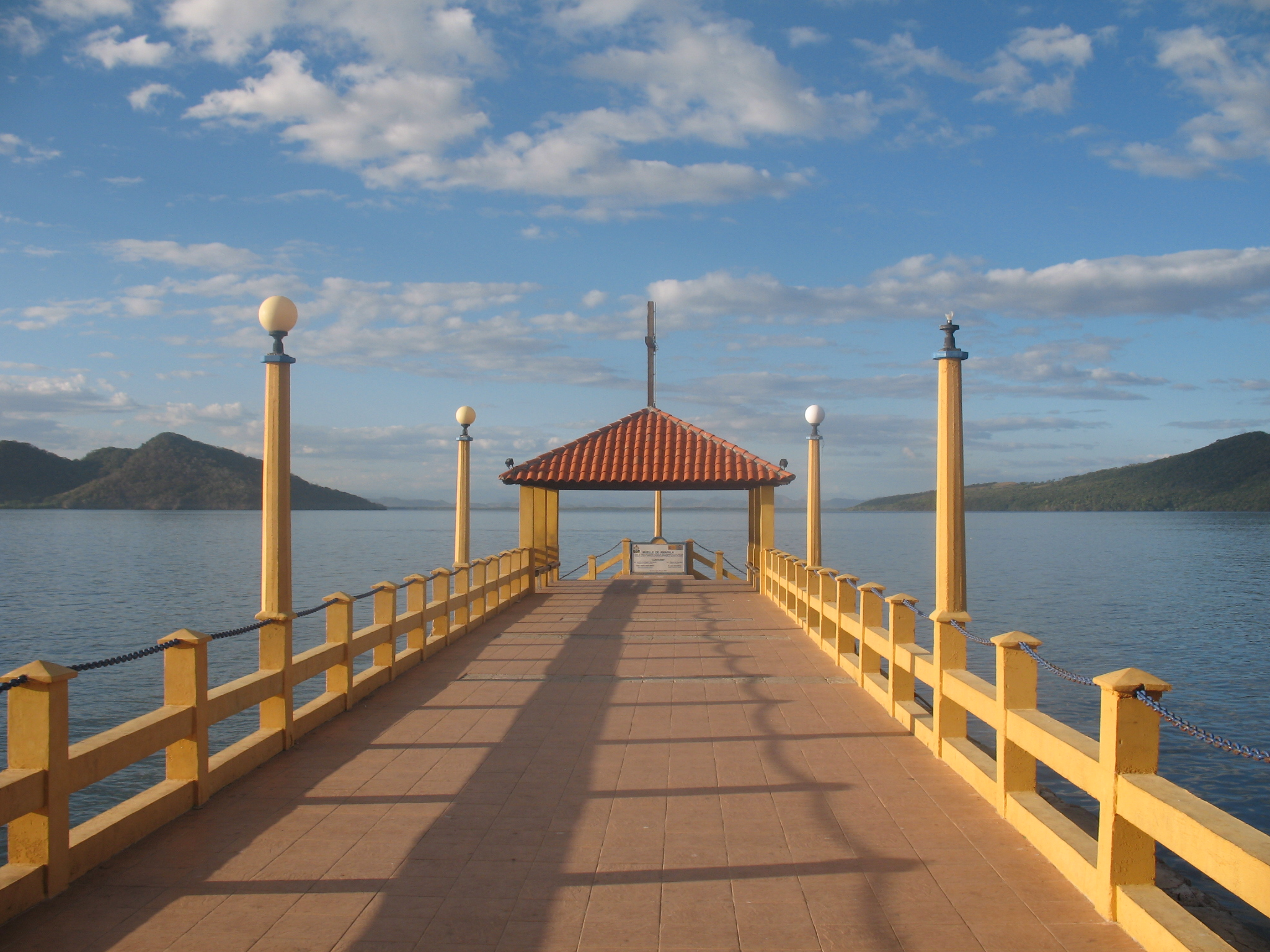
Pier van Amapala
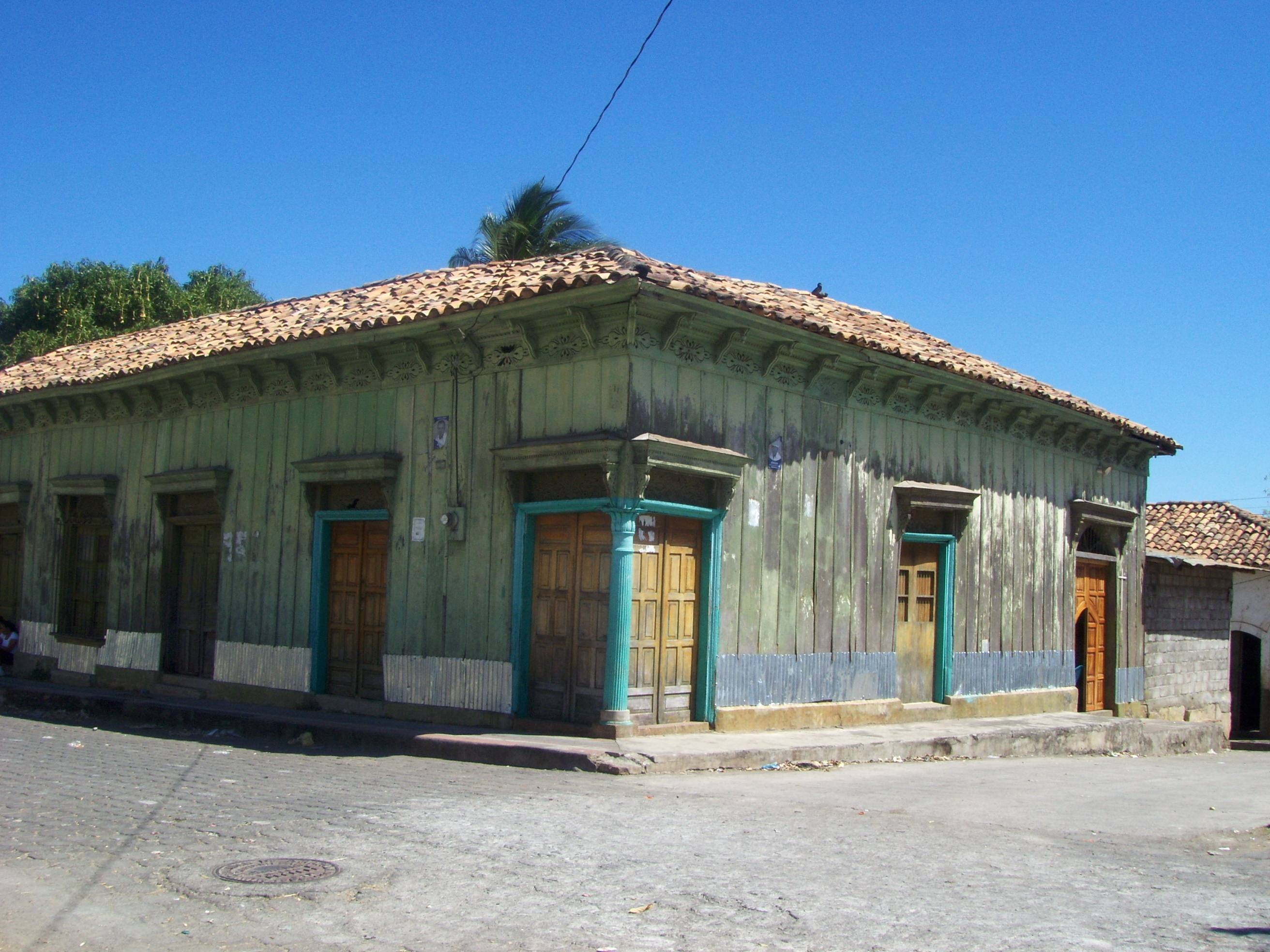
Gebouw op de hoek van het plein
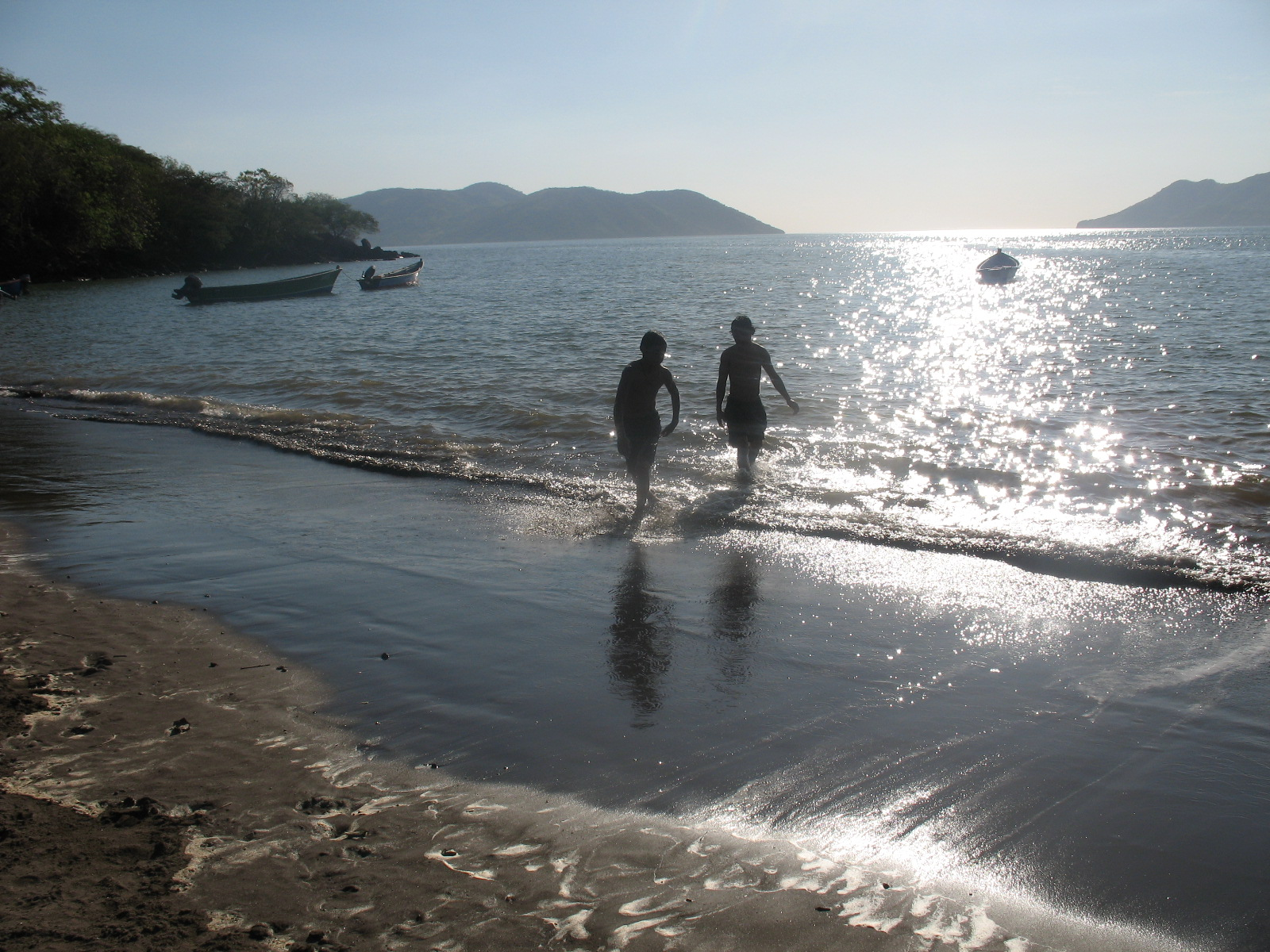
Kustlijn van Amapala